# Charoblemma opisthomela
Charoblemma opisthomela là một loài bướm đêm trong họ Noctuidae.